# 베를린 슈타켄역
베를린 슈타켄역(Bahnhof Berlin-Staaken)은 베를린 슈판다우구 슈타켄에 위치한 철도역이다. 현재의 역은 1998년에 개업했으며, 그 이전에는 슈타켄 지역에 다양한 근교 및 화물역이 있었고, 베를린 S반의 종착역, 양독국경 국경역으로도 기능했다. 베를린 알브레히트스호프역과 더불어 베를린의 장거리 및 지역간 철도역 중 베를린 S반이 정차하지 않는 역이다.

## 역사
노선 개통 이후 약 30년 후인 1900년 베를린과 하노버 중앙역을 연결하는 베를린-레어테선의 중간역으로 개업했다. 그 동안은 슈타켄을 단순히 열차가 통과만 했으며, 역 개통 후에는 슈타켄의 중심 철도역이 되었다.
제2차 세계 대전을 거치면서 역 주변 환경이 달라졌다. 슈타켄 일대가 분단되면서 직통 열차 운행이 중단되었다. 서베를린 쪽에서는 슈판다우 베스트역에서 슈타켄역까지 베를린 S반 노선이 연장되었다. 이미 1930년대부터 브란덴부르크주의 부스터마르크 방면으로 S반 연장 계획이 있었고, 베를린 슈타켄 S반역은 건설 당시에는 서베를린에 있었다. 넨하우저 담(Nennhauser Damm)의 반대편 동독 영토에는 구 슈타켄 화물역 부지에 슈타켄 나우엔군(Staaken Kr. Nauen)역이 설치되었다. 이 역에서는 부스터마르크 및 나우엔 방면으로 지역간 열차가 운행했다. S반과 근교선 열차는 서로 다른 역에 정차했고, 이들 열차를 환승하려면 국경을 통과해야 했다. 베를린 장벽 건설 이후에는 동독을 통과하여 서베를린과 서독을 연결하는 화물 열차의 검문을 담당하는 슈타켄 (동독)(Staaken (DDR))역이 새로 개업했다.

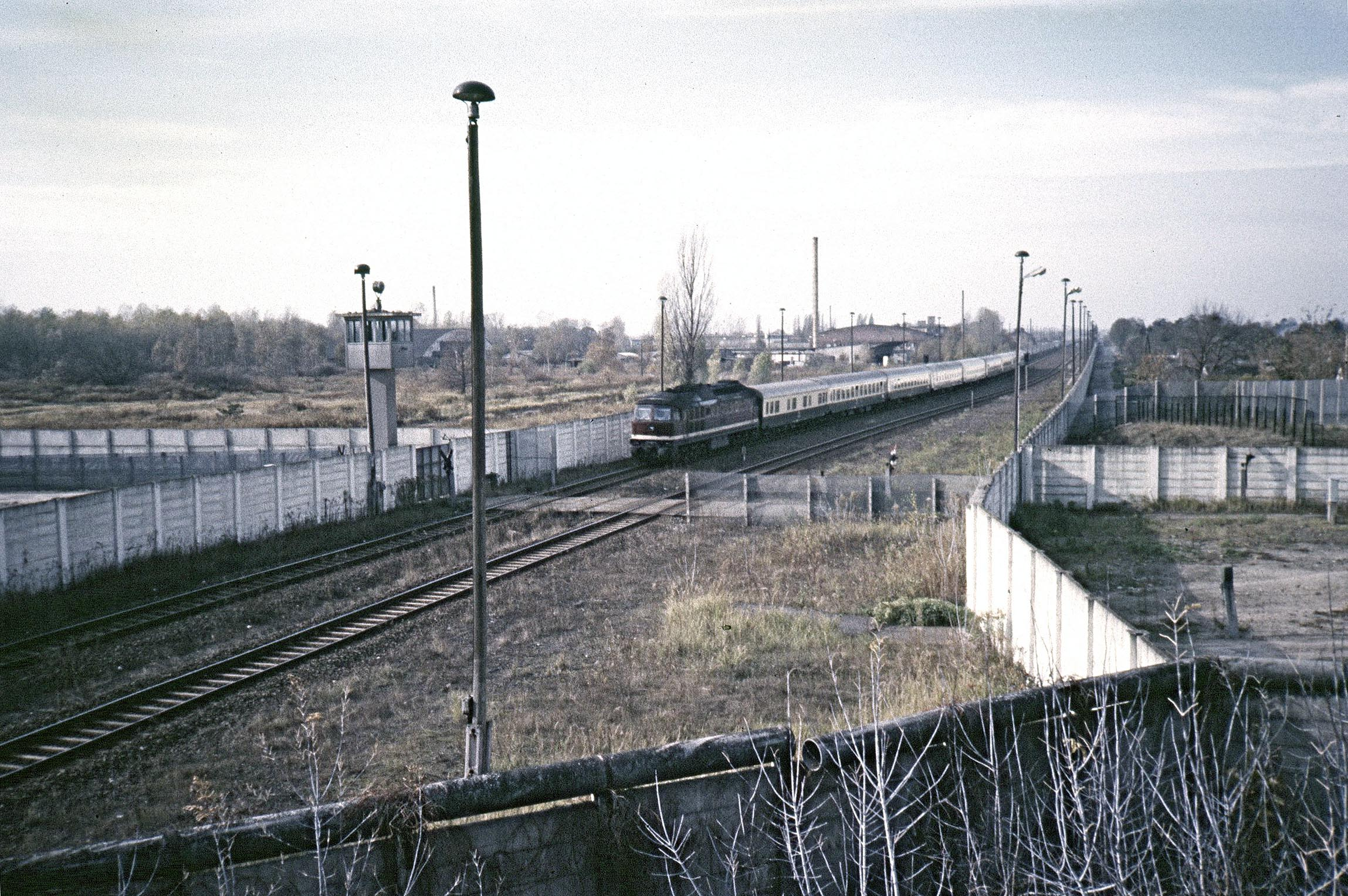
함부르크에서 온 열차의 슈타켄역 국경 통과, 1986년

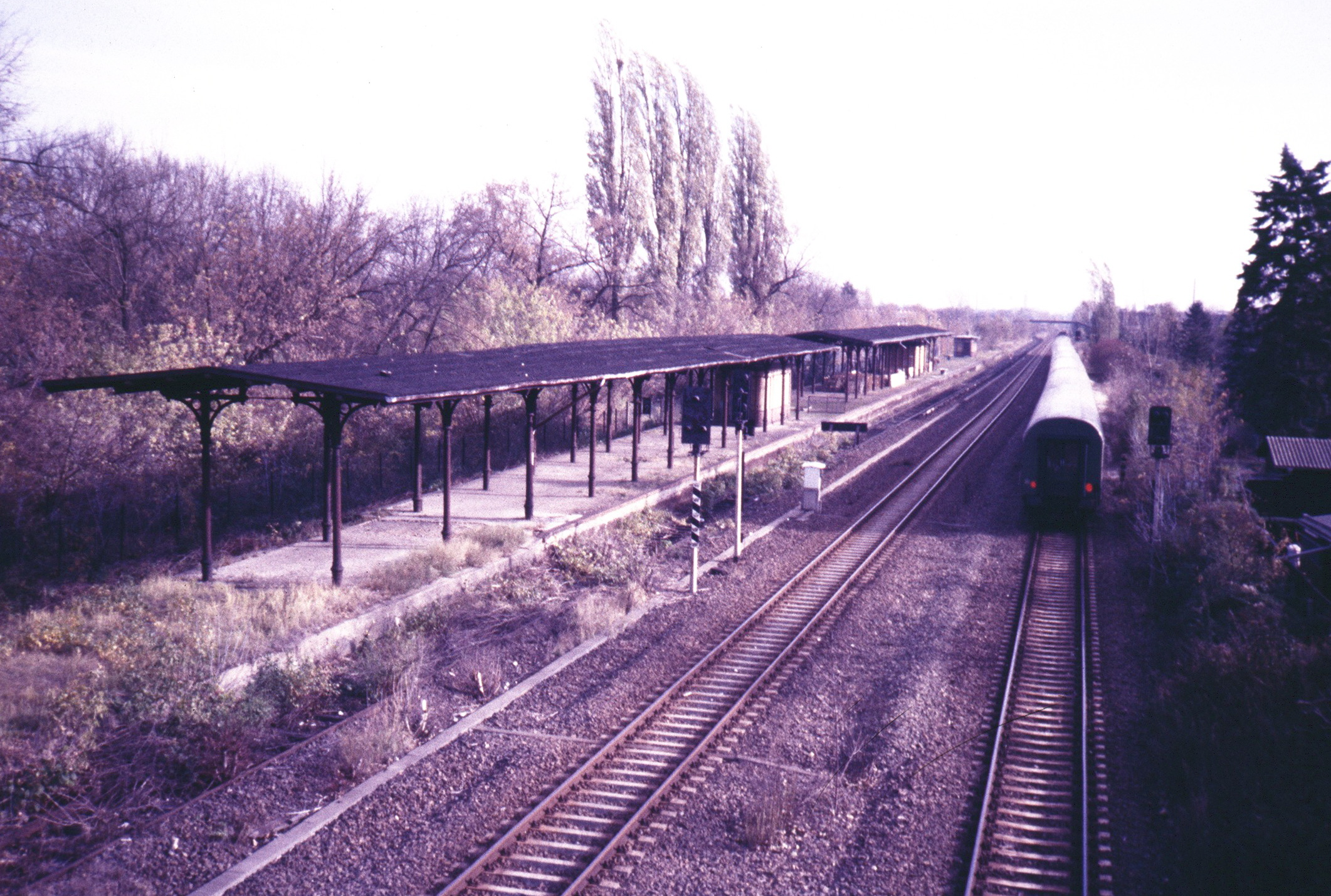
서베를린 영토에 있었던 영업을 중지한 S반 슈타켄역, 1986년

1976년부터는 서베를린-함부르크간 동독 통과 열차가 운행하게 되면서 슈타켄 (동독)역이 서쪽으로 이설되었다. 1961년 이후에는 함부르크 방면 장거리 열차가 베를린 외곽순환선과 포츠담 그리브니츠제역으로 우회해야 했다. 통과 열차가 운행하는 선로는 평상시에는 국경 양쪽에서 장벽으로 막혀 있었다. 동독 국내 교통에 사용된 슈타켄 나우엔군역도 서쪽으로 이설되었다. 이 역에서는 부스터마르크 방면 열차가 국경 통과 선로 남쪽의 별도의 승강장에서 출발했다. 새로운 슈타켄 나우엔군역에 있었던 철도 건널목은 세계에서 가장 안전한 철도 건널목으로 취급받았다. 이 건널목 일대에서는 국경 장벽이 끊어져야 했기 때문에 동독 통과 경로를 보호하기 위해서 거대한 미닫이문이 설치되어야 했다.

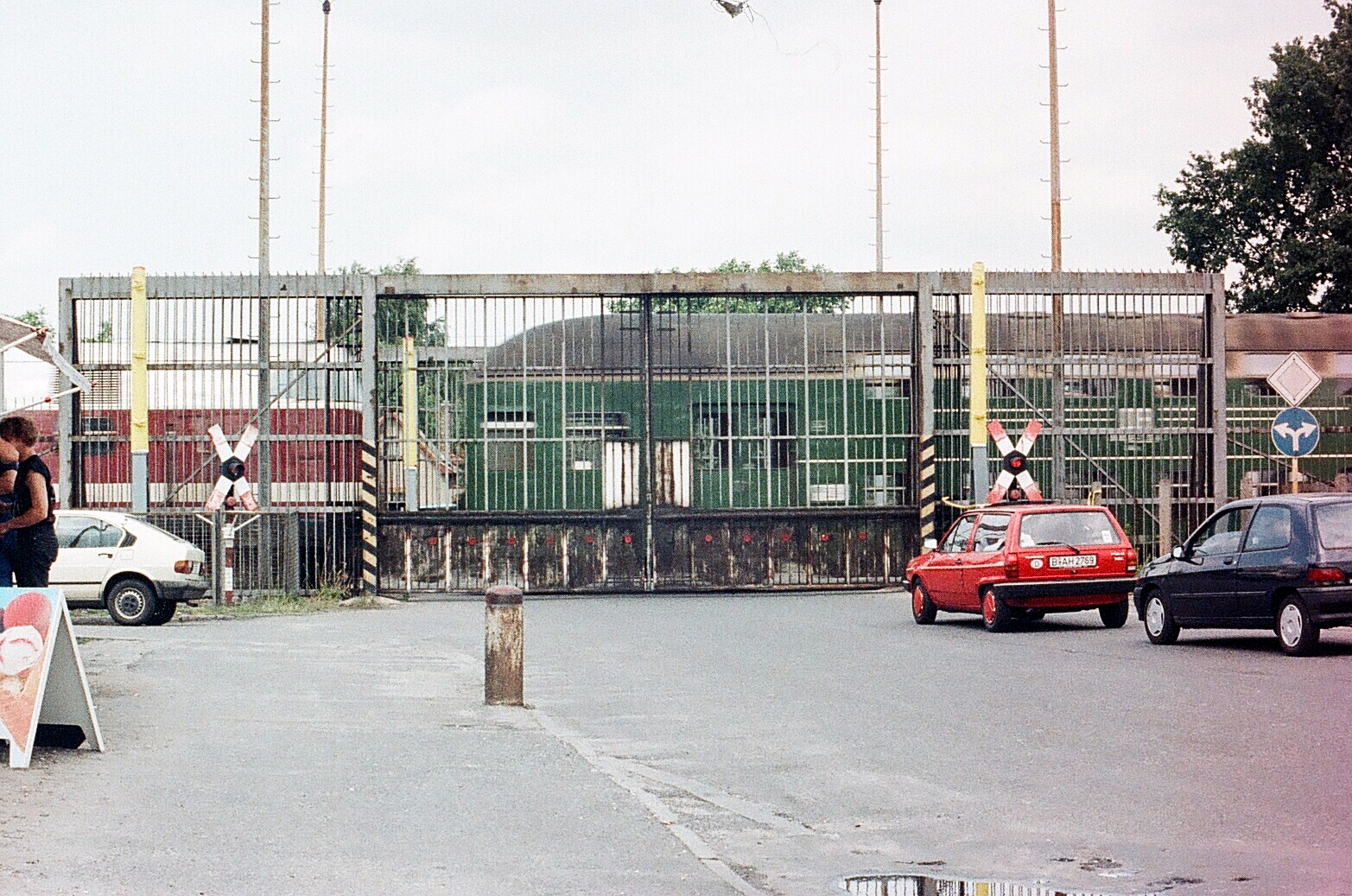
과거 양독국경에 있었던 미닫이문으로 가로막힌 철도 건널목, 1991년

서베를린에서는 1980년 독일국영철도 노동자의 파업 이후 슈타켄역으로 더 이상 S반 열차가 운행하지 않게 되었다.
독일의 재통일 이후 전체 슈타켄이 슈판다우구에 편입되었다. 1990년부터 나우엔에서 레어테선을 통해서 운행하는 지역간 열차가 베를린 슈판다우역까지 진입할 수 있게 되었고, 1991년 이후에는 기존 열차 노선이 완전히 변경되었다. 더 이상 과거에 설치된 슈타켄역의 전용 승강장을 이용할 필요가 없어졌기 때문에 슈타켄역도 무정차 통과하게 되었다. 주민의 항의로 인하여 평일에는 달고(이후 달고되버리츠)-슈타켄간 셔틀 열차가 운행했고, 슈판다우발 열차가 본선에 정차하는 승강장이 건설될 때까지는 임시 승강장에 정차했다. 1996년부터 베를린-레어테선이 독일 통일 교통계획(Verkehrsprojekte Deutsche Einheit)의 개량 계획에 포함되면서 하노버-베를린 고속선이 건설됨에 따라 약 2년간 버스로 대체 교통편이 제공되었다. 이 과정에서 구 슈타켄역이 철거되었고, 1998년에는 1951년부터 1976년까지 존재했던 슈타켄역 위치에 현재의 슈타켄역이 건설되었다. ICE 통과선 남쪽에 있는 기존선 승강장으로 건설되었다.

## 인접 정차역
베를린 버스 M32번과 환승할 수 있다.
| RB                              | RB   | RB                                       |
| ------------------------------- | ---- | ---------------------------------------- |
| 달고되버리츠 슈텐달/라테노 방면 | RE 4 | 베를린 슈판다우 팔켄베르크 (엘스터) 방면 |